# Natália
A Natália latin eredetű női név a dies natalis Domini kifejezésből származik, aminek a jelentése: az Úr Jézus születésnapja. Valaha a karácsonykor született lánygyerekek kapták ezt a nevet.

## Rokon nevek
- Natali:[1] a Natália angol és francia változata.[2]
- Natasa:[1] a Natália orosz beceneve.[2]
- Noella

## Gyakorisága
Az 1990-es években a Natália ritka, a Natasa igen ritka, a Natali szórványos név volt, a 2000-es években a Natália nem volt annyira gyakori női név, a Natasa és a Natali nem szerepel az első százban.

## Névnapok
Natália, Natasa, Natali
- július 27.[2]
- augusztus 26.[2]
- december 1.[2]
- december 9.[2]

## Híres Natáliák, Natalik, Natasák
- Dusev-Janics Natasa olimpiai bajnok kajakozó
- Nagy Natália színésznő
- Natalia spanyol énekesnő
- Natasha Bedingfield brit énekesnő
- Natalja Boriszovna Sipilova orosz kézilabdázó
- Nathalie Cardone francia színésznő, énekesnő
- Nathalie Dechy francia teniszező
- Natalia Ginzburg írónő
- Natalia Oreiro uruguayi színésznő, énekesnő
- Natalie Portman amerikai színésznő
- Natasha Richardson angol színésznő
- Natasa Rosztova Tolsztoj Háború és béke című regényének hősnője
- Nathalie Sarraute orosz származású francia írónő
- Nathalie Tauziat francia teniszezőnő
- Natalia Tena angol színésznő
- Nathalie Vierin olasz teniszezőnő
- Natalie Wood színésznő
- Natasa Romanov a fekete özvegy